# 2022年3月西安市2019冠状病毒病聚集性疫情
2022年3月西安市2019冠状病毒病聚集性疫情是指自2022年3月5日在陕西省西安市发生的2019冠状病毒病本土聚集性疫情，也是2022年3月上海市2019冠状病毒病聚集性疫情的关联疫情之一。2022年3月5日凌晨，西安市报告1例确诊病例，该病例系外省来陕出差人员，3月1日由上海乘坐MU2226次航班抵达西安咸阳国际机场T3航站楼，是此轮疫情的指示病例。同日下午再通报1例确诊，系前述病例的同航班人员。此轮疫情已外溢到省内的宝鸡市、咸阳市、铜川市、汉中市和杨凌示范区，以及省外的山西省运城市临猗县。

## 背景
本轮疫情距2021年12月爆发的本土疫情「清零」仅不到一个月的时间。与上一轮疫情不同的是，本轮疫情由上海来陕人员引发，属于2022年3月上海市2019冠状病毒病聚集性疫情的关联疫情。

## 确诊概况
截至3月18日，本轮疫情陕西省累计报告本土确诊病例343例（西安92例、宝鸡203例、咸阳4例、铜川13例、汉中30例、杨凌1例）。

### 西安市
2022年3月5日凌晨，西安市报告1例确诊病例，该病例系外省来陕出差人员，在自主核酸检测时检出。根据活动轨迹，该人员3月1日由上海乘坐MU2226次航班抵达西安咸阳国际机场T3航站楼。同日下午再通报1例确诊，系前述病例的同航班人员。根据通报，两人在西安市期间，其活动轨迹涉及机场、西安富力希尔顿酒店、粤珍轩、小杨烤肉、小雁塔、亚朵酒店（会展中心店）等处。3月7日0-8时，西安市新增报告本土确诊病例4例，均为此前报告感染者的密切接触者。
与上一轮疫情相比，本轮疫情传播的病毒株为Omicron亞型變異株BA.2，其傳播速度更快、傳染力更強，在西安市已出现4代传播，3月13日、14日连续2天在社区核酸筛查中发现确诊病例，有的病例在隔离之前活动轨迹复杂，防控任务非常艰巨。有患者在近距离路过另一未佩戴口罩的患者时吐了一口痰并快速离开，形成气溶胶传播。
3月18日，西安市疫情防控指挥部办公室副主任、市政府副秘书长张峰虎介绍，本次疫情已实现社会面清零，3月15日以来报告的确诊病例均从集中隔离人员中发现，疫情社区传播风险得到控制。

### 陕西省其他地市
3月8日，陕西省卫健委通报，3月7日8时-3月8日8时新增报告本土确诊病例11例，其中宝鸡和汉中分别报告1例，均与西安市报告一感染者3月1日在粤珍轩（新城广场店）有时空交集。宝鸡市一确诊病例在3月3日19时20分至21时曾到过渭滨区滨河路石鼓太阳市“成都香辣蟹”火锅店，此后报告的确诊病例主要活动轨迹涉及香辣蟹火锅店、民族饭庄等，确诊病例传播链条涉及风险点126个，其中高危风险点40个；流调排查134400人、密接7677人、次密接21707人，已全部实施分类管控措施。宝鸡市应对疫情工作指挥部办公室要求曾到过渭滨区滨河路石鼓太阳市“成都香辣蟹”火锅店、金台区卧龙寺街道盛世广场（主要风险点位在中环兴旺花胶鸡饭店、民族饭庄一楼大厅）的人员向所在社区（村）、入住酒店、工作单位进行报备并接受核酸检测。
3月10日，杨凌示范区发现1名核酸初筛阳性人员，该病例3月7日曾在宝鸡市太阳市香辣蟹火锅店就餐，3月8日从宝鸡市自驾返回杨凌。
3月14日，咸阳市报告本土确诊病例1例，该病例为西安市确诊病例的密切接触者，现住三原县；此外铜川市新增2例确诊病例，均为西安市确诊病例的密切接触者。翌日，咸阳市秦都区通报1例确诊。
汉中市自3月15日起新增病例均在集中隔离点发现，无社会面新增病例。截至3月18日24时，汉中市已排查追踪本轮确诊病例密接3654人，次密接7471人。

### 山西省临猗县
3月6日，运城市临猗县在对西安返运人员核酸检测中，发现1名初筛阳性人员，在排查中其妻子核酸检测弱阳性。3月8日，在对临猗县集中隔离管控的密切接触者进行的第三轮核酸检测中发现3名阳性感染者，分别是本轮疫情中临猗县首例确诊病例张某的父亲、母亲和女儿，本轮疫情为Omicron变异株（BA.2进化分支）引起。

## 溯源调查
3月6日，陕西省卫健委通报基因测序结果为奥密克戎变异株（BA.2进化分支）。

## 反应

### 陕西省
截至2022年4月1日18时，陕西省全域均为低风险地区。

#### 西安市

##### 分区防疫
3月7日，西安市将曲江新区曲江池东路988号凯悦酒店、新城区长乐中路街道汉庭酒店（万寿路地铁站店）、碑林区文艺路街道文北二社区金色城市小区1号楼调整为中风险地区。至3月28日，西安市全域均为低风险地区。

##### 核酸检测
3月7日0时至15日12时，西安共开展了8次重点区域的大规模核酸筛查，累计采检7263.41万人次，社区筛查出阳性病例11例。

##### 日常生活
3月15日，在西安市第68场新冠肺炎疫情防控工作新闻发布会上，西安市疫情防控指挥部办公室副主任张峰虎介绍，西安市暂停各类集会和大规模人群聚集活动；非生活必须的密闭场所和地下室营业场所一律暂停营业，宗教场所暂停对外开放；各类商场、超市、农贸市场、批发市场等公共活动场所，公交、地铁等公共交通工具严控人流，接待量不得超过最大承载量的50%；有确诊病例的区县，餐饮场所暂停堂食，可提供外卖式送餐服务；对养老院、儿童福利院、监所等特殊机构，以及驻地高校和中职院校实行封闭式管理；根据病例活动轨迹，及时安排有关中小学、幼儿园开展线上教学。此前西安市多家剧院自3月7日开始暂停营业。尽管官方已宣布社会面清零，但鉴于防内部反弹和市外输入的压力任务巨大，前期的社会面管控措施继续执行。
3月22日，西安市疫情防控指挥部办公室发布《关于做好常态化疫情防控工作的通告》，即日起西安市低风险地区所在区县人员凭西安“一码通”绿码正常出行，不需查验48小时核酸检测阴性证明。低风险地区所在区县餐饮及各类经营场所全面恢复营业，餐饮单位同一时间段堂食原则上不得超过座位数的50%，包间人数不得超过10人。文化、体育、娱乐等密闭场所接待人员数量不超过最大接待量的75%。西安多家旅游景区（点）恢复开放，所有开放景区（点）均实行“限量、预约、错峰”的开放政策，暂不接待高、中风险地区及所在城市（含14天内旅居史）的游客。

##### 学校教育
3月14日起，西北大学、西北政法大学等高校已开始封闭管理，进行线上教学；西安市部分区县中小学、幼儿园停课停园，开展线上教学。3月19日，西安市疫情防控指挥部办公室发出通知，3月21日起，西安市中小学、幼儿园可以恢复线下教学。本轮疫情中出现确诊病例的学校，复课时间由所在区县（开发区）疫情防控指挥部和教育部门评估后确定；各类培训机构继续暂停线下培训；中职院校和市属高校继续执行省教育厅相关规定，实施封闭管理。所有复课的学生和教职员工必须持48小时内核酸检测阴性证明，所有中小学、幼儿园复课后第一周内，须对全体师生开展一次核酸检测。西安部分高校也恢复线下教学。

##### 交通应对
3月7日，西安市新冠肺炎疫情防控工作新闻发布会上表示，根据国务院联防联控机制《2022年元旦春节期间新冠肺炎疫情防控工作方案》《2022年元旦春节期间新冠肺炎聚集性疫情应急处置方案》要求，中高风险地区人员及所在县（区）人员严格限制出行；中高风险地区所在地市的其他县（区）人员非必要不出行，确需出行的需持48小时内核酸检测阴性证明。故根据《方案》要求，西安市中高风险地区及所在县（区）人员严格限制跨市出行，待中风险地区降为低风险后方可自由出行；其他区县市民非必要不出行，如需出行，必须持48小时内核酸检测阴性证明。西安咸阳国际机场根据西安市居民身份证查验旅客健康状态，居民身份证显示住址为西安市中高风险地区及所在区（县）的居民将限制跨市出行、无法进入航站楼；低风险地区所在区（县）的居民，或通信行程卡显示有西安市轨迹人员，需出示48小时内核酸阴性证明。
3月14日起，乘坐西安地铁的乘客除佩戴口罩、测温、扫描车站出入口定位码（绿码）外，还须出示48小时内核酸检测阴性证明。3月17日，乘坐地铁不再查验48小时内核酸检测阴性证明。

##### 处置违法犯罪
3月14日，西安一名确诊病例被立案侦查。据通报，确诊病例姚某某3月5日曾与确诊病例同处未央区开元路福建海鲜楼，在市防疫指挥部公布相关轨迹后，其明知自己和确诊病例有轨迹交集，却未按照防疫措施要求主动向社区、单位报备，且在自身已出现明显不适症状后仍未报告疾控部门，自行服药并多次出入公共场所，致使十余人感染。姚某某行为触犯《中华人民共和国刑法》第三百三十条之规定，西安市公安局未央分局以涉嫌妨害传染病防治罪对其立案侦查。
3月15日，西安市公安局公共交通分局发布警情通报，一网民丁某某在微信群散布西安市公交运营线路暂时停运的虚假信息。该虚假信息经网络扩散后，对西安市疫情防控工作和公共秩序造成干扰。该局依据《中华人民共和国治安管理处罚法》第二十五条第一项之规定，对丁某某处五日拘留。
3月22日下午，西安市公安局发布警情通报，公安机关发现涉及疫情扩散的新城区小杨烤肉东新街店、粤珍轩新城广场店、金色时代公寓，未央区福建海鲜楼开元路店、宏途星城小区，经开区利君V时代大厦等单位，在经营管理中未严格执行西安市疫情防控相关措施，对进入人员未按要求进行全员扫码登记和体温检测，妨碍了流调溯源、人员管理等后续疫情防控措施的执行，造成严重后果。依据《中华人民共和国治安管理处罚法》第五十条第一项之规定，西安警方已分别对上述单位的安某、张某、孔某、袁某、冯某、戴某、左某等7名相关责任人处5日至7日拘留。

#### 宝鸡市
3月9日，宝鸡市主城区（金台区、渭滨区、陈仓区、高新区）所有社会餐饮服务单位（含提供堂食的食品销售单位）暂停堂食，仅提供到店自取、外卖订餐服务。该市也出台强化防控的措施。通知说，宝鸡适当缩减公交发车班次，后续运营将根据疫情防控情况进行适时调整。对市域内已划定为封控区、管控区和防范区的居住人员，严格限制离市；对市域内其他地区居住人员，非必要不离市，确需离市的，持48小时内核酸检测阴性证明离市。机关事业单位提倡居家办公，确因工作需要留人值守的，要尽量压减值守人员。室内景点景区、影院剧院、网吧、酒吧和各类密闭性休闲娱乐场所，一律暂停营业。金台区、渭滨区、陈仓区、高新区中小学校、幼儿园、托幼机构暂停到校上课，实行居家线上教学（恢复时间另行通知），各类校外培训机构一律暂停营业。大中专院校实行封闭管理，师生非必要不外出。
3月15日晚，宝鸡市公安局高新分局通报，该区一名确诊病例涉嫌妨害传染病防治罪被立案侦查。该确诊病例3月8日与朋友在宝鸡市渭滨区太阳市香辣蟹火锅店就餐。3月10日，该病例已知悉香辣蟹火锅店为本轮疫情高风险区，亦明知自己和确诊病例有时空交集，但仍未按照防疫要求向市、区防疫部门自行申报居家隔离，且在身体已出现明显不适症状的情况下，仍多次出入公共场所，不配合宝鸡市高新区相关部门开展流调工作。其行为触犯《中华人民共和国刑法》第三百三十条之规定，宝鸡市公安局高新分局以涉嫌妨害传染病防治罪对其立案侦查。
本轮疫情受控后，3月下旬开始，宝鸡市金台区、渭滨区、陈仓区、高新区有序恢复生产生活秩序。因疫情防控原因临时关闭的高速公路出入口已经恢复，市区54条公交线路恢复运营，市区出租汽车（含网约出租车）已恢复运营。3月31日起，宝鸡市发布进一步加强常态化疫情防控工作通告，要求严格落实来宝返宝人员分类管控措施，餐饮服务单位按75%接待量恢复堂食，密闭性室内场所采取预约、限流等方式开放，各级各类学校、校外培训机构、托幼机构恢复线下教学，市域内公交车、班线客车、出租车等运营车辆全面恢复运营。

#### 咸阳市
3月15日，咸阳市发布通告，要求市民“非必要不离咸，非必要不进咸”。党政机关、企事业单位原则上实行居家办公。全市各类景区、文化馆、图书馆、美术馆、博物馆暂停开放；书店、影剧院、文娱演出场所暂时关闭；文化艺术、民俗展演等聚集性文化活动暂停举办；室内餐饮暂停堂食，户外餐饮、夜市一律暂停营业。城际动车、市际班车、市内公交车全部停运。各中小学、幼儿园、培训机构暂停线下教学、开展线上教学；各大中专院校实行封闭管理。全市所有小区实行封闭管理，每天每户凭出入证允许1人外出采购生活物资，外出时间不超过2小时。秦都区福利机构、养老服务机构、精神卫生机构、公安司法行政监所实行全封闭管理，各旅行社暂停旅游包车和跨省跨市跨县(市、区)旅游活动；辖区所有机关、企事业单位、小区和公共场所严格落实查验48小时内核酸检测阴性证明。同日中午12时开始，咸阳市实施临时交通管制，管制区域内，除执行任务的特种车辆、医疗救治车辆、民生保供、物资配送车辆、抢修救援车辆、应急车辆，以及参与疫情防控工作和紧急生产的车辆外，其余一切车辆（含电动车、非机动车）一律禁止通行。
3月21日起，咸阳市在从严从紧落实常态化防控措施的基础上，逐步有序恢复正常生产生活秩序。全市有序恢复机动车通行，市域内公交车、客运班线、客运包车按50％乘载量运行，出租车市域内运行，严禁拼座。便利店、生熟食店、蔬菜粮油店、理发店、干洗店、农资销售、银行、电商物流、仓储配送和通信网点等恢复正常营业；商场、超市、室外开放性景区等按50%承载量有序开放运营；餐饮场所可通过线上外卖等方式开展无接触送餐服务，暂不恢复堂食。3月28日8时起，咸阳市所有餐饮、文体、娱乐场所在有效落实疫情防控相关措施要求的基础上，有序恢复营业。

#### 铜川市
3月14日，铜川市发布通知，当日起停发CR200J担当的动车组列车、市际班车、定制车，市内公交车、出租车、网约车等公共交通工具停运，市内其他车辆凭证通行。小区、村组实行封闭管理，每户凭出入证每天可派1人采购生活用品。所有人员不得离市，确需离市的，经区县指挥部办公室审批后持48小时内核酸检测阴性证明离市。党政机关企事业单位提倡居家网上办公，确因工作需要留守值守的，尽量压缩人员。室内景点景区、影院剧院、网吧、酒吧和各类密闭性休闲娱乐场所一律暂停营业。全市中小学校、幼儿园托幼机构暂停到校上课，实行居家线上教学，各类校外培训机构暂停开放，大中专院校（技工院校）实行封闭管理。
3月26日起，铜川市有序恢复生产生活秩序。各级党政机关、企事业单位逐步恢复正常办公秩序，上岗前需持48小时核酸检测阴性证明；有序恢复机动车通行，市域内公交车、客运班线、客运包车按50％乘载量运行。出租车市域内运行，严禁拼座。进入公共场所必须严格查验48小时核酸检测阴性证明；商场、超市、室外开放性景区等按50%承载量有序开放运营； 网吧、影剧院、KTV、棋牌室、洗浴、足浴、夜市等人员密集、环境密闭场所暂不开放运营；对符合疫情防控要求的中小学、幼儿园，经辖区教育部门评估验收后有序恢复线下教学；全市所有二级及以上医院逐步恢复正常就诊；暂不举行文艺演出、会展论坛、展销促销等聚集性活动，暂停庙会、集市、广场舞等群众性活动。

#### 汉中市
3月10日，汉中市发布通告，倡导广大市民“非必要不出县，非必要不离汉”。暂停略阳县、汉台区、南郑区、城固县棋牌室、网吧、游艺厅、酒吧、KTV、游泳馆、洗浴、足浴、影院剧场等室内密闭休闲娱乐场所和各类线下培训活动；禁止举办群众性庆祝庆典和大规模聚集性展销、促销、展会、庙会等活动，严格落实“红事缓办、白事简办、宴会不办”，个人举办5桌以上宴会要主动向属地村（社区）报备。严格控制堂食规模，同时就餐人数不得超过餐饮单位最大接待能力的50%，单桌就餐人数不得超过标准餐位数的50%。3月15日起，汉台行政区域内所有餐饮单位停止堂食经营服务活动（机关、企事业单位食堂除外）。
3月24日起，汉台区有序恢复正常生产生活秩序。

### 山西省
3月7日，临猗县发布通告，强化防控措施，要求对来自西安和其它中高风险地区返临入临人员，均应持24小时内核酸检测阴性报告，立即向所在社区（村）、单位报告，再做一次核酸检测；其它跨省流动人员应在入临返临后立即进行一次核酸检测，并主动向社区（村）、单位、酒店（宾馆）报备；全县通往外界交通主干线，采取交通管控措施，市民非必要不离县，确因特殊情况需离开的，需出具24小时内核酸检测阴性报告；全县社区（村）、单位坚持非必要不流动，所有居民一般居家生活，尽量减少外出；全县个体诊所暂停营业，非涉及群众生活必需的场所暂停营业；餐饮场所暂停堂食；宗教、民间信仰场所暂停开放；非寄宿制学校全部停课；所有零售药店禁止销售退热类、抗病毒类、抗菌类“一退两抗”药品。